# Christin Muche
Katja-Christin Muche (ur. 19 października 1983 we Forst) – niemiecka kolarka torowa, dwukrotna medalistka mistrzostw świata.

## Kariera
Pierwszy sukces w karierze Christin Muche osiągnęła w 2000 roku, kiedy została mistrzynią świata juniorów w sprincie indywidualnym, a w wyścigu na 500 m była druga. Rok później w tej samej kategorii wiekowej zdobyła srebrne medale w obu tych konkurencjach. W latach 2003–2005 wywalczyła cztery medale mistrzostw Europy U-23, w tym złote w keirinie i sprincie (oba w 2005 roku). W 2006 roku brała udział w mistrzostwach świata w Bordeaux, gdzie zdobyła złoty medal w keirinie, wyprzedzając bezpośrednio Francuzkę Clarę Sanchez oraz Chinkę Guo Shuang. Dwa lata później, podczas mistrzostw świata w Manchesterze zdobyła w tej samej konkurencji brązowy medal. Wyprzedziły ją tylko Amerykanka Jennie Reed i Brytyjka Victoria Pendleton. Startowała także na mistrzostwach świata w Kopenhadze w 2010 roku, zajmując dziesiąte miejsce w keirinie, a rywalizację w sprincie indywidualnym ukończyła na 22. pozycji.